# Norstetjärnen
Norstetjärnen är en sjö i Kils kommun i Värmland och ingår i Göta älvs huvudavrinningsområde. Sjön är 3,6 meter djup, har en yta på 0,211 kvadratkilometer och befinner sig 82,6 meter över havet.

## Delavrinningsområde
Norstetjärnen ingår i det delavrinningsområde (660540-134902) som SMHI kallar för Mynnar i Lerbodaälven. Medelhöjden är 96 meter över havet och ytan är 4,35 kvadratkilometer. Det finns ett avrinningsområde uppströms, och räknas det in blir den ackumulerade arean 16,35 kvadratkilometer. Vattendraget som avvattnar avrinningsområdet har biflödesordning 5, vilket innebär att vattnet flödar genom totalt 5 vattendrag innan det når havet efter 320 kilometer. Avrinningsområdet består mestadels av skog (43 procent), öppen mark (19 procent) och jordbruk (24 procent). Avrinningsområdet har 0,42 kvadratkilometer vattenytor vilket ger det en sjöprocent på 9,6 procent.